# Melinda Culea
Melinda Culea(ur. 5 maja 1955 w Western Springs w Illinois) – amerykańska aktorka filmowa pochodzenia rumuńskiego. Znana głównie z roli reporterki Amy Allen w serialu Drużyna A. Wystąpiła także w Knots Landing w dwóch sezonach. Grała w produkcjach Z Archiwum X i Star Trek: Następne pokolenie.